# 戈納雷若國家公園
戈納雷若國家公園（英語：Gonarezhou National Park）是非洲南部國家津巴布韋的國家公園，位於該國東南部馬斯溫戈省與莫桑比克接壤的邊界，佔地5,053平方公里，成立於1975年，野生動物有非洲野犬。